# Der Bozen-Krimi: Das fünfte Gebot
Das fünfte Gebot ist ein deutscher Kriminalfilm von Thorsten Näter aus dem Jahr 2016 und der zweite Film der ARD-Kriminalfilmreihe Der Bozen-Krimi.
Die ARD schrieb zur Erstausstrahlung des Films: „Krimispezialist Thorsten Näter hat den spannenden Fall geschickt in die grandiose Kulisse der südtiroler Landschaft eingebettet und kann mit Kameramann Achim Hasse und Drehbuchautor Jürgen Werner auf zwei erfahrene Profis zurückgreifen. In ‚Das fünfte Gebot‘ müssen die Ermittler um Chiara Schoras als ebenso verzweifelte wie kämpferische ‚Frau Commissario‘ nicht nur den Tod eines Mädchens aufklären, sondern auch eine Serie von Mafiamorden stoppen. Verstärkung bekommen sie durch Tobias Oertel, der als Capo Zanchetti zurückkehrt, und Floriane Daniel als unkonventionelle Gerichtsmedizinerin Heidi Grüner. In weiteren Rollen sind Xaver Hutter, Charleen Deetz, Lisa Kreuzer, Gabriel Raab, Hanspeter Müller-Drossaart, Heio von Stetten, Julia Stemberger, Roeland Wiesnekker, Thomas Sarbacher u.a. zu sehen.“

## Handlung
Der Kriminalbeamte Jonas Kerschbaumer erscheint betrunken auf dem Weingut und beschuldigt Thomas Schwarz, dass er Evelin Kronstadt getötet habe. Er begründet das damit, dass das Edelweißmedaillon, das man bei den Überresten von Evelin sichergestellt hatte, Thomas gehört habe. Thomas Schwarz hatte seiner Frau ein identisches Medaillon geschenkt, das sich jetzt im Besitz seiner Tochter Laura befindet.
Rainer Gruber sucht verzweifelt nach einer Beschäftigung, um seine Familie, eine Frau und zwei Kinder, irgendwie durchbringen zu können. Als er mit Hilfe von Erich Dombacher einen Aushilfsjob in einer Kellerei ergattert, stößt er in einem der Pakete, die von den Arbeitern verladen werden sollen, auf Rauschgift, das er erst einmal beiseite schafft.
Sonja Schwarz, Frau Commissario, nimmt dem einflussreichen Lokalpolitiker Stefan Keller ins Visier, der seinerzeit zu Evelin Kronstadt Kontakt hatte, wie sie von ihrem Mann weiß. Ihre Alleingänge werden von ihrem neuen Vorgesetzten Capo Matteo Zanchetti allerdings gar nicht gern gesehen. Ebenso wie sein Kollege Kerschbaumer hält auch er Thomas Schwarz für den Hauptverdächtigen. Thomas hatte seiner Frau erzählt, dass Evelin für ihn geschwärmt und sogar einmal versucht habe, ihn eifersüchtig mit Stefan Keller zu machen. Keller kandidiert gerade für den Posten des Bürgermeisters. Als die Kommissarin Keller darauf anspricht, meint er, vielleicht habe sie ja versucht, mit ihm zu flirten, er habe es jedoch nicht bemerkt. Kellers Frau Charlotte reagiert sehr verärgert und droht Sonja Schwarz unverhohlen. Sie meint, die Kommissarin beschuldige ihren Mann, um von ihrem eigenen Mann abzulenken.
Blauäugig will Rainer Gruber mit Hilfe des Gelegenheitsarbeiters Erich Dombacher das Kokain zu Geld machen, um endlich seine finanziellen Sorgen loszuwerden. Dombacher bietet es ausgerechnet dem zwielichtigen Edelgastronomen Francesco Rossi zum Kauf an, ohne zu wissen, dass er Teil der Mafia ist und diese sofort informiert. Von dort aus ist bereits ein Profi losgeschickt worden, um das Rauschgift sicherzustellen. Gruber bringt dadurch nicht nur sich selbst, sondern auch Dombacher sowie seine eigene Familie in höchste Gefahr. Daniel Brunner, der in Rossis Restaurant arbeitete und verdächtigt wurde, das Kokain entwendet zu haben, musste diesen Verdacht bereits mit seinem Leben bezahlen. Auch ein weiterer Mann verliert sein Leben, da man ihn verdächtigt hat, das Kokain entwendet zu haben.
Unterdessen erzählt Andreas Mayn, den Thomas Schwarz auf dem Weingut, wo er viele Jahre beschäftigt war, entlassen musste, Jonas Kerschbaumer, dass er Thomas und Evelin am Tag, an dem sie verschwunden sei, zusammen gesehen hätte. Sie hätten heftig gestritten. Er habe Thomas allerdings versprochen, nichts zu sagen. Kurz darauf bittet Commissario Capo Matteo Zanchetti Thomas Schwarz, ihm zur Vernehmung aufs Revier zu folgen. Zur selben Zeit hat Angelo Strasser im Auftrag der Mafia Grubers Sohn Tobias gekidnappt. Da Dombacher Geld für das Kokain kassieren will, kommt es zum Streit zwischen ihm und Gruber, den er niederschlägt, um mit dem Rauschgift fliehen zu können. Als Dombacher das Kokain gegen Geld übergeben will, kommt es zu einer Auseinandersetzung zwischen ihm und Strasser, wobei dieser ihn erschießt. Tobias Gruber gelingt es, aus seinem Versteck im Kofferraum des Autos zu entfliehen. Der Gangster verfolgt ihn. Inzwischen sind aber auch Sonja Schwarz und Jonas Kerschbaumer eingetroffen und verfolgen wiederum Tobias und Strasser. Schwarz schießt auf den Gangster und kann Tobias in Sicherheit bringen.
Thomas Schwarz wird derweil von Matteo Zanchetti vernommen, der ihn plötzlich mit einem weiteren Fall konfrontiert. Eine Marie, die am Reschenpass gewohnt hat, wurde auf ähnliche Weise umgebracht wie Evelin Kronstadt. Er sei genau diesen Weg öfter gefahren, so auch an dem Tag, als Marie verschwunden sei. Thomas Schwarz empört sich, dass er dieses Mädchen noch nie in seinem Leben gesehen habe. Da auch das Medaillon weiter Rätsel aufgibt, Schwarz hatte es zwei Wochen nach Evelins Verschwinden in Auftrag gegeben, nimmt Zanchetti ihn vorläufig fest und meint, die Indizienlage sei so, dass der Staatsanwalt Anklage gegen ihn erheben werde. Er stehe unter dem dringenden Verdacht, Evelin Kronstadt und drei Jahre später Marie Berklinger ermordet zu haben.

## Produktion
Der von der JoJo Film und Fernsehproduktion produzierte Film entstand in Zusammenarbeit mit der ARD Degeto Film und dem MDR Fernsehen. Die Vorlage für die Drehbücher bildet die Romanreihe des Autors Corrado Falcone.

## Rezeption

### Kritik
Tilmann P. Gangloff bewertete den Film für tittelbach.tv und gab ihm drei von sechs möglichen Sternen. Der Kritiker führte sodann aus: „Man muss schon ein gutes Gedächtnis haben, um sich ein Jahr nach Teil 1 umgehend im Personal des zweiten ‚Bozen-Krimis‘ zurechtzufinden. Davon abgesehen folgt der Film dem gleichen Muster: Der Gatte der Kommissarin (Chiara Schoras) steht erneut (oder noch immer) unter Mordverdacht, aber Sonja Schwarz muss sich auch mit der Mafia rumschlagen. Die Besetzung ist zum Teil überraschend namhaft, die Umsetzung jedoch bloß gefällig; trotzdem weckt der Schluss die Neugier auf die Fortsetzung, die stärker ausfällt!“
Die Bewertung durch die Redaktion der Zeitschrift TV Spielfilm war durchaus positiv, der Daumen zeigte nach oben, für Action gab es einen und für Spannung zwei von drei möglichen Punkten und die Kurzkritik: „Okay, das Krimi-Rad wird nicht neu erfunden, aber Darsteller und Charaktere sind stimmig in die Landschaft eingepflegt, und mit seiner ‚horizontalen‘ Erzählweise ist der Drehbuchautor Jürgen Werner ganz auf der Höhe der Zeit.“ Fazit: „Ganz schön was los im schönen Südtirol…“
Anton Rainers Kritik in der Neuen Südtiroler Tageszeitung Online trug die Überschrift: „So schlecht war der Bozen-Krimi“, um dann fortzufahren, dass Teil zwei von Ex‚-Kripo Bozen‘ „in Sachen Standortmarkierung so ziemlich alles richtig – und sonst so ziemlich alles falsch“ mache. Rainer schrieb zwar, dass Thorsten Näter, „seines Zeichens erfahrener Tatort- und Polizeiruf-Veteran“, „Handlung und Schauspieler zumindest handwerklich besser im Griff“ habe „als sein Vorgänger“. Hauptdarsteller aber bleibe auch im zweiten Teil, „wie zu erwarten, das Panorama“. Das müsse es auch, „denn von der dünnen Handlung“ suche man „als Zuschauer erwartungsgemäß recht schnell Ablenkung“. Ähnlich liest sich auch die restliche Kritik.
Fabian May setzte sich mit dem Film in der Süddeutschen Zeitung auseinander und meinte, dass man „mit Regionalkolorit leicht aufs Glatteis“ geraten könne. „Der ARD-Regionalkrimi Kripo Bozen“ habe „beim Start im vergangenen Jahr größere Schwierigkeiten“ gehabt. Die Kritiken seien eher „unfreundlich“ gewesen. Die ARD habe nun „einige Korrekturen vorgenommen. Kripo Bozen“ heiße jetzt Der Bozen-Krimi. „Naja, die anderen Veränderungen“ machten es „aber tatsächlich besser“. Der „Fall um das Mädchenskelett“ werde „quereinsteigerfreundlich fortgesetzt“. Die Regie durch den „Krimi-Routinier Thorsten Näter“ spiele „in puncto Tempo und Frische in der Liga guter Tatorte“. Auch Commissario Zanchetti (Tobias Oertel) sorge „für launige Kollisionen“. Der „sanfte Macho, mit dem Sonja im ersten Teil getändelt“ habe, sei „plötzlich ihr Vorgesetzter“ und spiele „mit Freude den Prellbock für die Alleingänge der befangenen Kommissarin“. Die Figuren dürften nun „eine gewisse Mehrdimensionalität entwickeln und Szenen mit dem neuen Vorgesetzten Zanchetti und seinem unterlippigen Teddybär-Machismo“ weckten „selbst in harten Männern ein warmes Anschmiege-Bedürfnis“.
Timo Nöthling befasste sich bei Quotenmeter.de mit dem Film und stellte eingangs die Frage, wie die einst als ‚Kripo Bozen‘ gestartete Reihe nun „als Teil der ARD-Europakrimis“, die für Quote sorgen sollte, „nach einem dürftigen Auftakt inhaltlich“ weitergehe. Da die Premieren-Folge bei Kritikern jedoch „eher für Gähnen als für Lobeshymnen“ gesorgt habe, habe sich das Erste „auch über ein Jahr Zeit gelassen, um die Fortsetzung der Reihe über den Äther“ zu schicken. Wer jedoch denke, „dass die umbenannte Reihe auch inhaltlich auf links gedreht“ worden sei, der irre. Tatsächlich finde sich „nur im Namen eine Neuheit, während die Handlung des Reihen-Debüts nahtlos fortgesetzt“ werde. „Wie in Episode eins“ verfolge die Reihe – „bei aller inhaltlichen Konventionalität, von halbherzigem Lokalkolorit bis zu Kulturschock-Klischees – auch einen nennenswerten narrativen Ansatz“. Inhaltlich komme die zweite Episode der Reihe „einem waschechten Krimi schon deutlich näher als der Auftakt“. Schließlich versöhnten die Schlussszenen beider Fälle doch noch – sogar der Showdown des eher schleppend erzählten Mafia-Falls komme, „auch aufgrund der malerischen Bergkulisse sehenswert daher, während der ‚Fall Evelyn‘ durch ein Verhör zwischen den Figuren Thomas Oertels und Xaver Hutters Figuren einen Cliffhanger zu Tage“ fördere, „der doch noch etwas Lust auf die neue Episode“ wecke. Abschließend stellte der Kritiker fest, dass die Reihe „aufgrund der mangelhaften Ausbalancierung der zwei Kriminalfälle, der erneut sauer aufschlagenden Konventionalität eines in Bezug auf Spannungsmomente unambitionierten Skripts, sowie schauspielerischer und musikalischer Sparsamkeit, auch unter dem neuen Namen in die Muster des dürftigen Auftakts“ zurückfalle. Das Quotenmeter zeigte einen Wert von 55 Prozent Zustimmung für den Film an.
Ulrich Feld schrieb in der Frankfurter Neuen Presse, dass man dem Film „das Schielen auf Dr. Martin Gruber“ schon im Athen-Krimi ein wenig angemerkt habe und es nun im Bozen-Krimi – Das fünfte Gebot „gleich gar nicht zu übersehen“ sei. „Wie da schon zu Anfang die Kamera über schroffe Felsen, Berge und Schluchten“ gleite, das sei „wirklich unübersehbar von dem ZDF-Quotenbringer inspiriert“. Trotz mancher Einwände mache sich „der Bozen-Krimi aber nicht schlecht“. Die beiden Handlungsstränge einmal um Evelin und zum anderen um die Kokspäckchen seien „recht flott und mit einigen Schauwerten inszeniert“. Besonders das offene Ende mache „Lust auf die Fortsetzung“, auf die „der Zuschauer diesmal auch kein ganzes Jahr mehr warten“ müsse.